# Fahrraddiebstahl

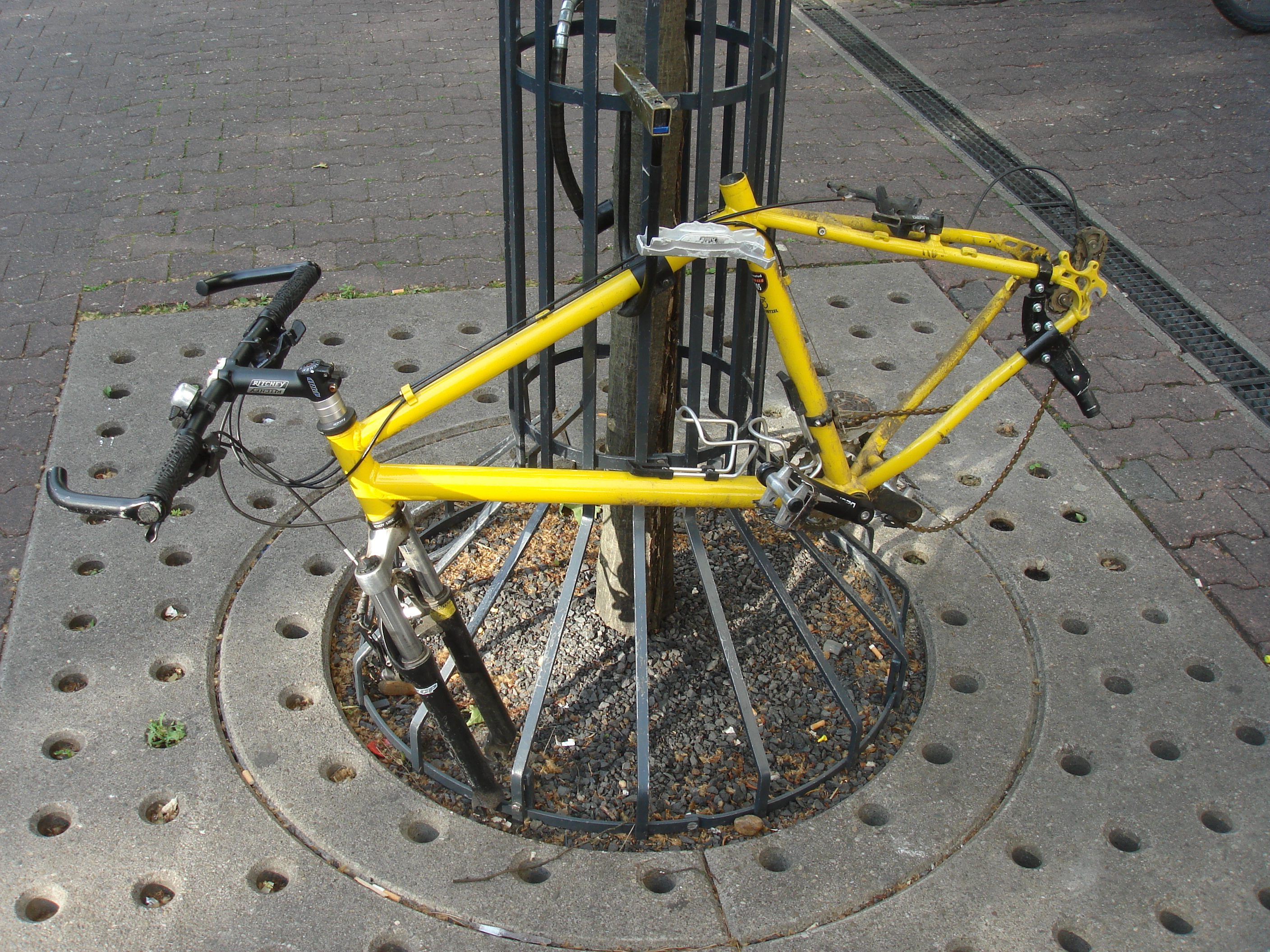
Demontierter Fahrradrest

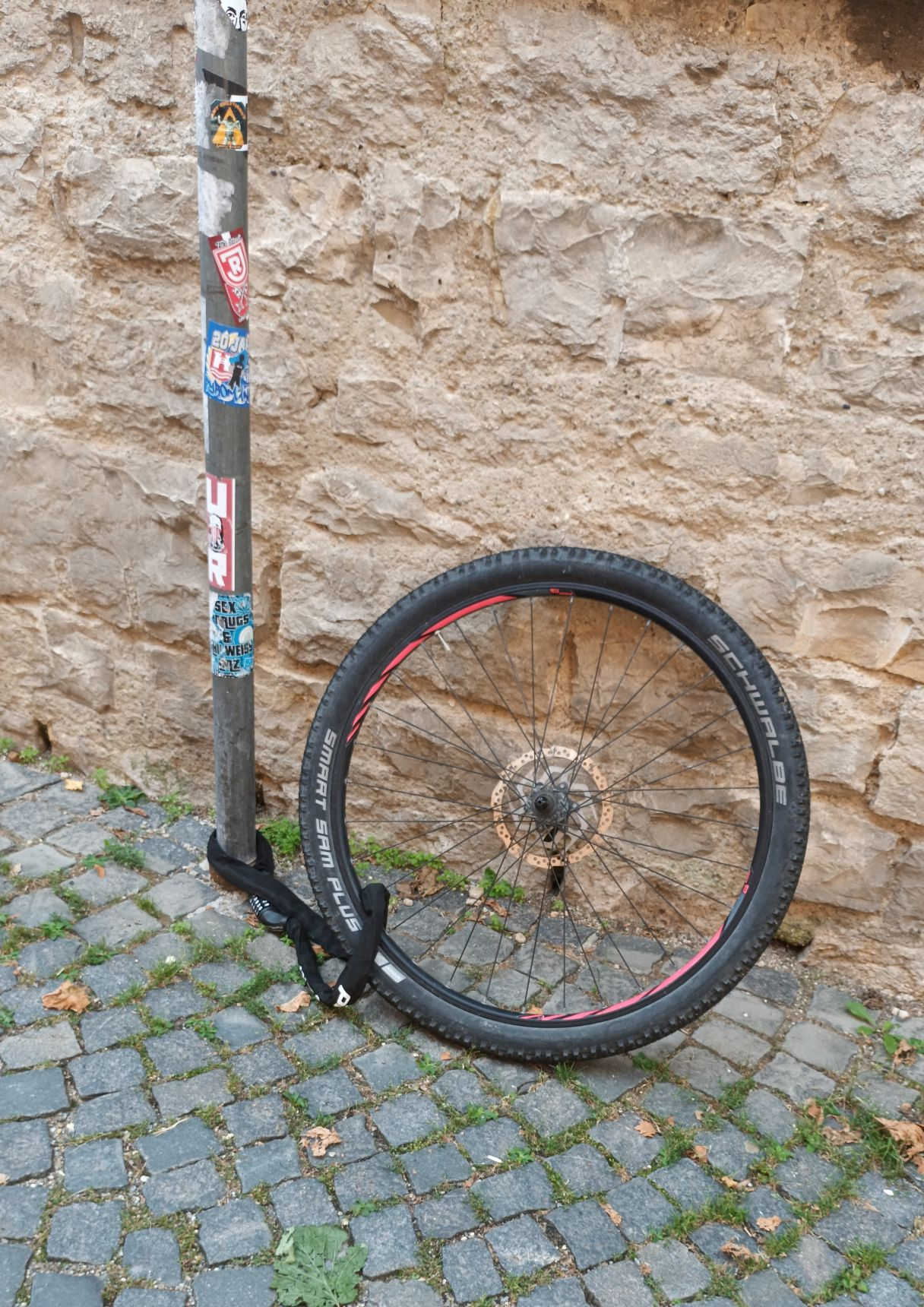
Vorderrad eines gestohlenen Fahrrads (2024)

Der Begriff Fahrraddiebstahl (schweiz.: Velodiebstahl) bezeichnet die widerrechtliche Wegnahme eines oder mehrerer Fahrräder oder deren Bauteile.
In den letzten drei Jahrzehnten haben sich die gemeldeten Fälle in Deutschland mehr als halbiert und gingen damit schneller zurück als die Straftaten insgesamt. Dieser Rückgang folgt dem Trend, der in allen westlichen Ländern nicht nur bei Diebstählen zu beobachten ist.

## Strafbarkeit
Wegnahme und Benutzung eines fremden Fahrrades stehen unter Strafe unabhängig davon, ob das Rad angeschlossen war. Einschlägige Strafnormen in Deutschland sind:
§ 248b Absatz 1,2 StGB – Unbefugter Gebrauch eines Fahrzeugs

„Wer … ein Fahrrad gegen den Willen des Berechtigten in Gebrauch nimmt, wird mit Freiheitsstrafe bis zu drei Jahren oder mit Geldstrafe bestraft, wenn die Tat nicht in anderen Vorschriften mit schwererer Strafe bedroht ist. Der Versuch ist strafbar.“

§ 242 StGB – Diebstahl

„Wer eine fremde bewegliche Sache einem anderen in der Absicht wegnimmt, die Sache sich oder einem Dritten rechtswidrig zuzueignen, wird mit Freiheitsstrafe bis zu fünf Jahren oder mit Geldstrafe bestraft. Der Versuch ist strafbar.“

§ 243 StGB – Besonders schwerer Fall des Diebstahls

„In besonders schweren Fällen wird der Diebstahl mit Freiheitsstrafe von drei Monaten bis zu zehn Jahren bestraft. Ein besonders schwerer Fall liegt in der Regel vor, wenn der Täter … eine Sache stiehlt, die durch … eine … Schutzvorrichtung gegen Wegnahme besonders gesichert ist …“

## Statistische Daten

### Deutschland
Nach einem gemeinsam vom Innenministerium, Landeskriminalamt, Versicherungswirtschaft und ADFC erarbeiteten Positionspapier aus dem Jahre 2006 werden rund zwei Drittel aller Fahrraddiebstähle von Kindern, Jugendlichen und Heranwachsenden, meist männlich, verübt. 
In der Polizeilichen Kriminalstatistik wird einfacher Diebstahl von Fahrrädern incl. unbefugte Ingebrauchnahme unterschieden von schwerem Diebstahl, der den Diebstahl von abgeschlossenen Fahrrädern meint. Den Trend zeigt das Diagramm. Die Zahl der Fahrraddiebstähle pro 100 000 Einwohner hat sich in drei Jahrzehnten mehr als halbiert.  Im Jahr 1992 waren es 672, im Jahr 2021 nur noch 281 Fälle pro 100.000 Einwohner. 2021 sind das 233.584 Fälle. Die Aufklärungsquote liegt bei ca. 10 %. Damit gehen Fahrraddiebstähle schneller zurück, als die Straftaten insgesamt, die im selben Zeitraum nur um 27 % sanken. Das Muster eines Rückgangs der Häufigkeit von Diebstahl seit Anfang der 1990er Jahre findet sich in allen westlichen Ländern. Es ist Teil eines allgemeinen Kriminalitätsrückgangs.
Es wird jedoch eine hohe Dunkelziffer vermutet, da längst nicht alle Diebstähle der Polizei gemeldet werden. Die Versicherungswirtschaft schätzt den entstehenden Schaden auf rund 100 Mio. Euro pro Jahr; zu beachten ist dabei, dass nur ein Teil der in Deutschland im Verkehr befindlichen Fahrräder gegen Diebstahl versichert ist.
Im Vergleich dazu lag die Zahl der gestohlenen Kraftfahrzeuge im Jahr 2019 bei 28.132, die Aufklärungsquote bei 28,8 Prozent.

### Österreich
Während laut Verkehrsclub Österreich und Bundesministerium für Inneres in Österreich im Jahre 2009 25.202 Fahrräder gestohlen wurden (um 3,5 % mehr als im Vorjahr), gab es 2023 nach neun Jahren erstmals einen Anstieg um 10,4 % auf 18.566. Das sind bei einer Gesamtsumme von 7 Mio. Fahrrädern in Österreich 0,27 %. 60 % der Diebstähle ereigneten sich in den Landeshauptstädten, die meisten davon, nämlich 6.328 in Wien. Die Aufklärungsquote liegt österreichweit bei 9,3 %.

### Schweiz
Die größte Schadensversicherung der Schweiz, AXA Versicherungen, vermeldete 2023 insgesamt 10.262 Fahrraddiebstähle, was einem Anstieg um etwa 10 % gegenüber dem Vorjahr entsprach. Die Schadenssumme betrug rund 21,7 Millionen CHF (etwa 22,9 Millionen Euro), in Basel-Stadt wurden die meisten Fahrräder entwendet.

## Gegenmaßnahmen

### Gute Fahrradabstellanlagen
Das wirkungsvollste Instrument zur Vermeidung von Fahrraddiebstählen sind Fahrradabstellanlagen, die einen zuverlässigen „Ankerpunkt“ für ein Fahrradschloss zum Zusammenschließen mit dem Fahrradrahmen (und möglichst auch einem Laufrad) bieten.
Seit Mai 2016 ist dafür die DIN-Norm 79008 „Stationäre Fahrradparksysteme“ gültig, die im Teil 1 Anforderungen an die Diebstahlschutzeigenschaften, Sicherheit und Gebrauchstauglichkeit von Fahrradabstellanlagen beschreibt; im Teil 2 sind die Prüfverfahren dafür definiert. Die DIN 79008 ist weitgehend hervorgegangen aus der Technischen Richtlinie TR 6102-0911 „Empfehlenswerte Fahrrad-Abstellanlagen“ des ADFC. Auf Basis der DIN 79008 (und zuvor der TR 6102-0911) führt der ADFC Qualitätsprüfungen an Fahrradabstellanlagen durch, die nach bestandener Prüfung das Prädikat „ADFC-empfohlene Abstellanlage“ führen dürfen.

### Fahrradschlösser

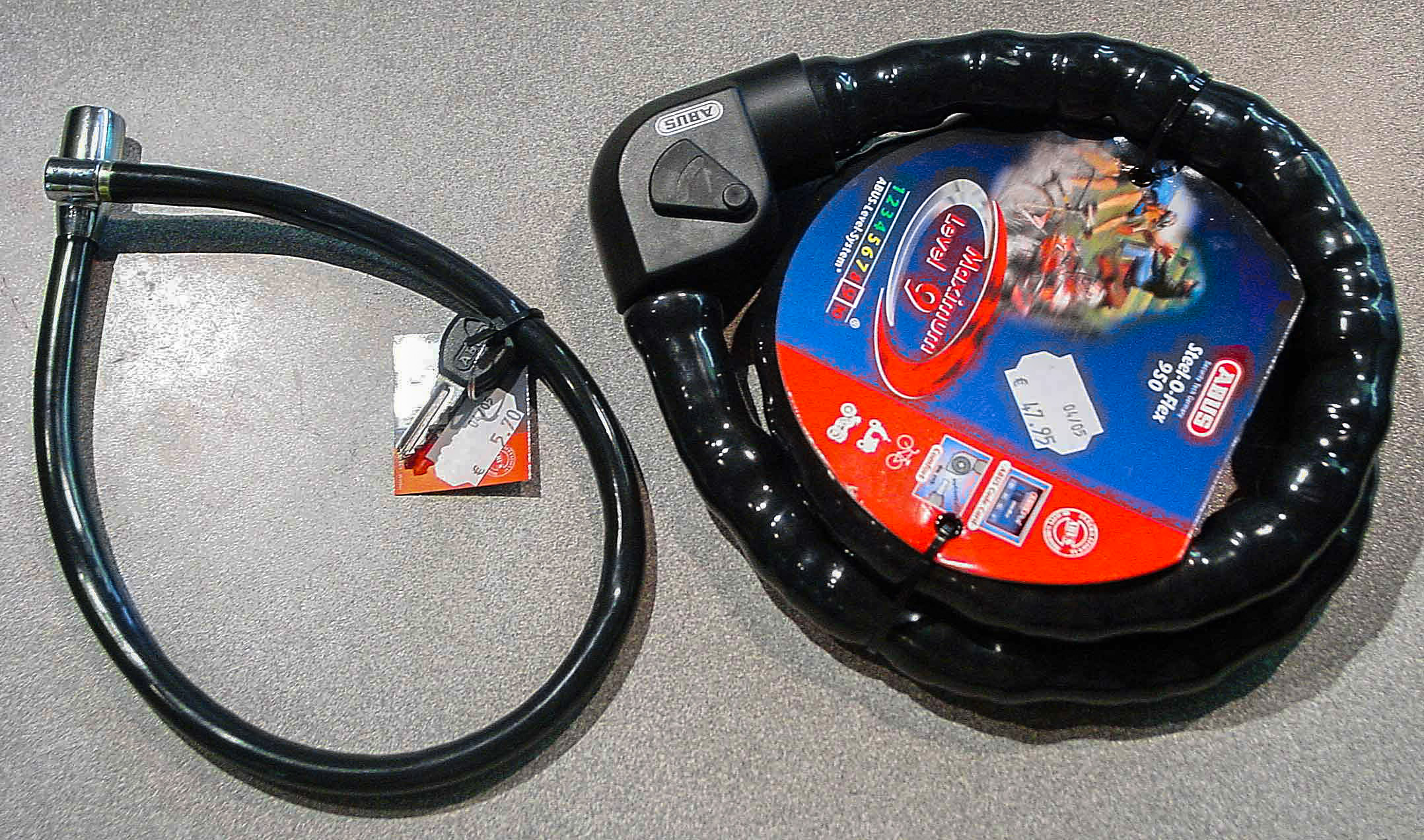
Billigeres und teureres Kabelschloss

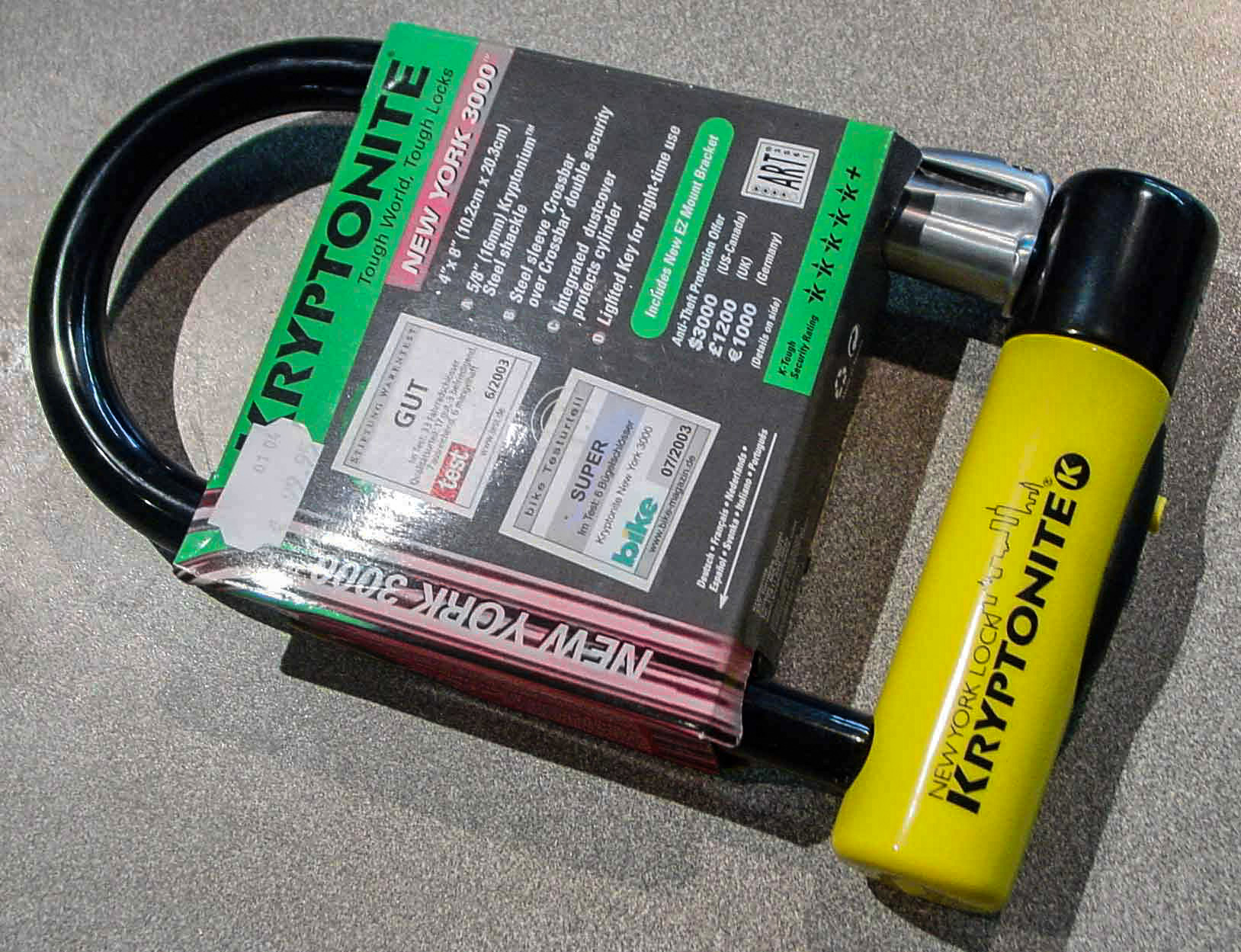
Hochwertigeres Bügelschloss

Nach Statistiken aus Frankreich sind bei rund 90 % aller Diebstähle minderwertigere Schlösser im Spiel. Entsprechende Statistiken in Deutschland sind nicht verfügbar. Erfahrungen sprechen dafür, dass kein Schloss hundertprozentige Sicherheit bietet, dass aber Schlösser, die einem Aufbruchsversuch wenigstens drei Minuten standhalten, Diebstähle effizienter verhindern.
Einen relativen Schutz bietet die Verwendung eines hochwertigeren Fahrradschlosses. Dabei sind geschmiedete Ketten-, „Panzer“-, Falt- oder Bügelschlösser die bessere Wahl – allerdings sind gute Schlösser relativ schwer, unhandlich und groß. Nicht jedes Bügelschloss ist automatisch geeignet, einen Diebstahl zu verhindern. Insbesondere sind sie oft schlecht dafür verwendbar, ein Fahrrad an einen Gegenstand (Baum, Laterne usw.) anzuschließen. Gute Bügelschlösser sind aber im Verhältnis zum Gewicht relativ sicher. Kettenschlösser sind bezüglich des Festschließens besser geeignet, um ein Fahrrad an einen Fahrradständer, Zaun oder Ähnliches anzuschließen. Dabei ist es wichtig, den Rahmen sowie mindestens ein Laufrad mit anzuschließen. Von der Stiftung Warentest empfohlene Schlösser sind ab ca. 25 Euro erhältlich (2015).
Fahrräder, die außerhalb der Wohnung oder des Hauses abgestellt werden, müssen immer zusätzlich mit einem Schloss gesichert werden, will man bei einem Diebstahl die Versicherungssumme zumindest teilweise von der Hausratversicherung erstattet bekommen. Nachts besteht meist kein Versicherungsschutz außerhalb eines Gebäudes.

### Fahrradregistrierung

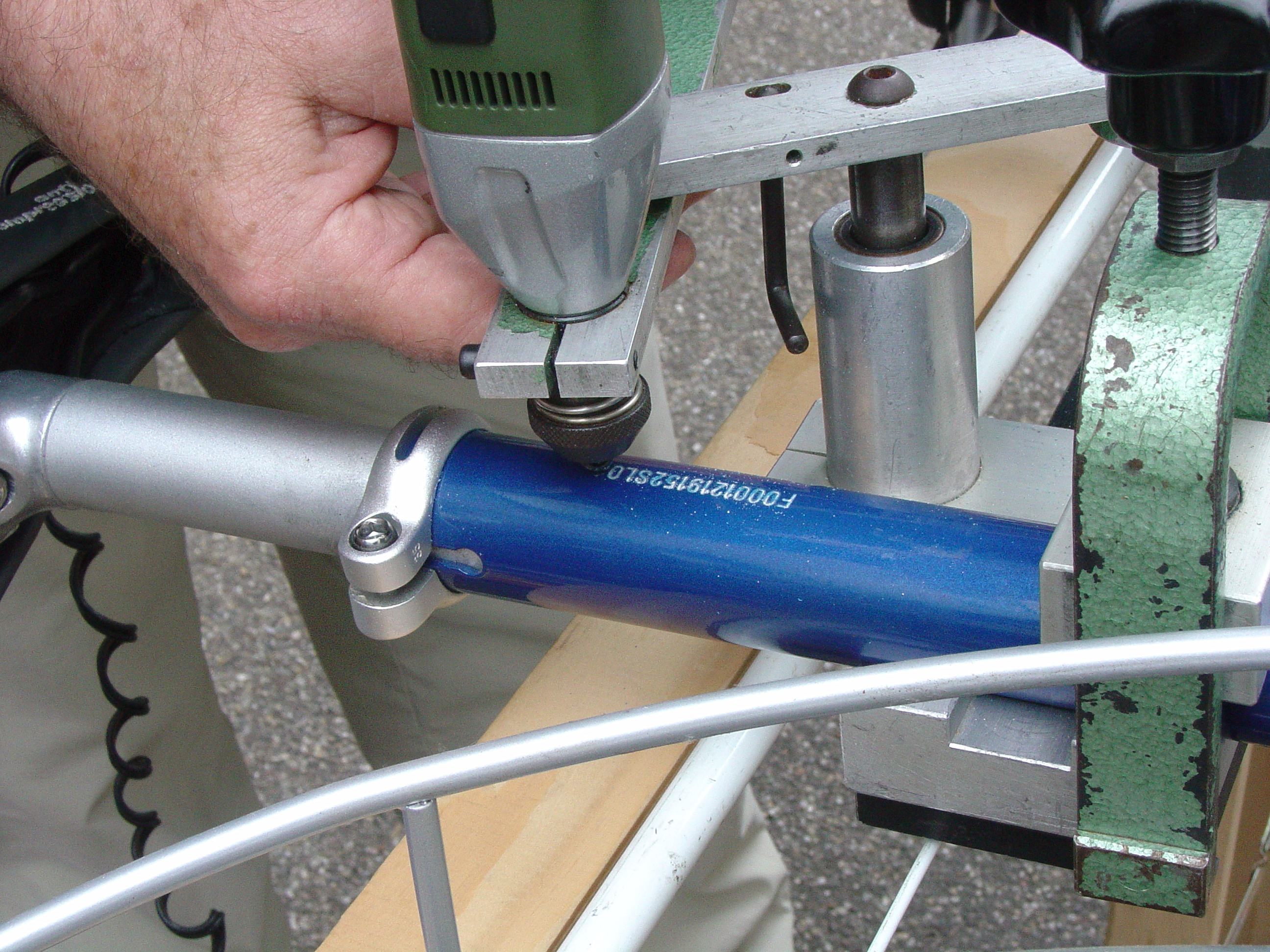
Gravur eines Rades

Die Registrierung eines Rades bei der Polizei ist in vielen Städten und Ländern Europas möglich. Die Polizei registriert in der Regel kostenlos. So registrierte Fahrräder werden meist durch einen entsprechenden Aufkleber deutlich sichtbar gekennzeichnet.
Möglich ist auch eine kostenpflichtige Registrierung des Fahrrads bei einer der privat unterhaltenen Datenbanken im Internet. Die Polizei pflegt eine Zusammenarbeit mit gewerblichen Anbietern dieser Dienstleistung abzulehnen.
Wird ein registriertes Fahrrad gestohlen, können aber zumindest die bei der Registrierung erhobenen Daten in eine Fahndungsdatei der Polizei (beispielsweise POLAS) übernommen werden. Wichtigstes Kriterium ist dabei die Fahrrad-Rahmennummer, die von vielen Herstellern (nach einer alten DIN-Norm und der neuen Europäischen Norm) an jedem Fahrradrahmen angebracht ist. Einen Schutz vor Diebstahl bietet diese Maßnahme jedoch nicht.

### Fahrradpass

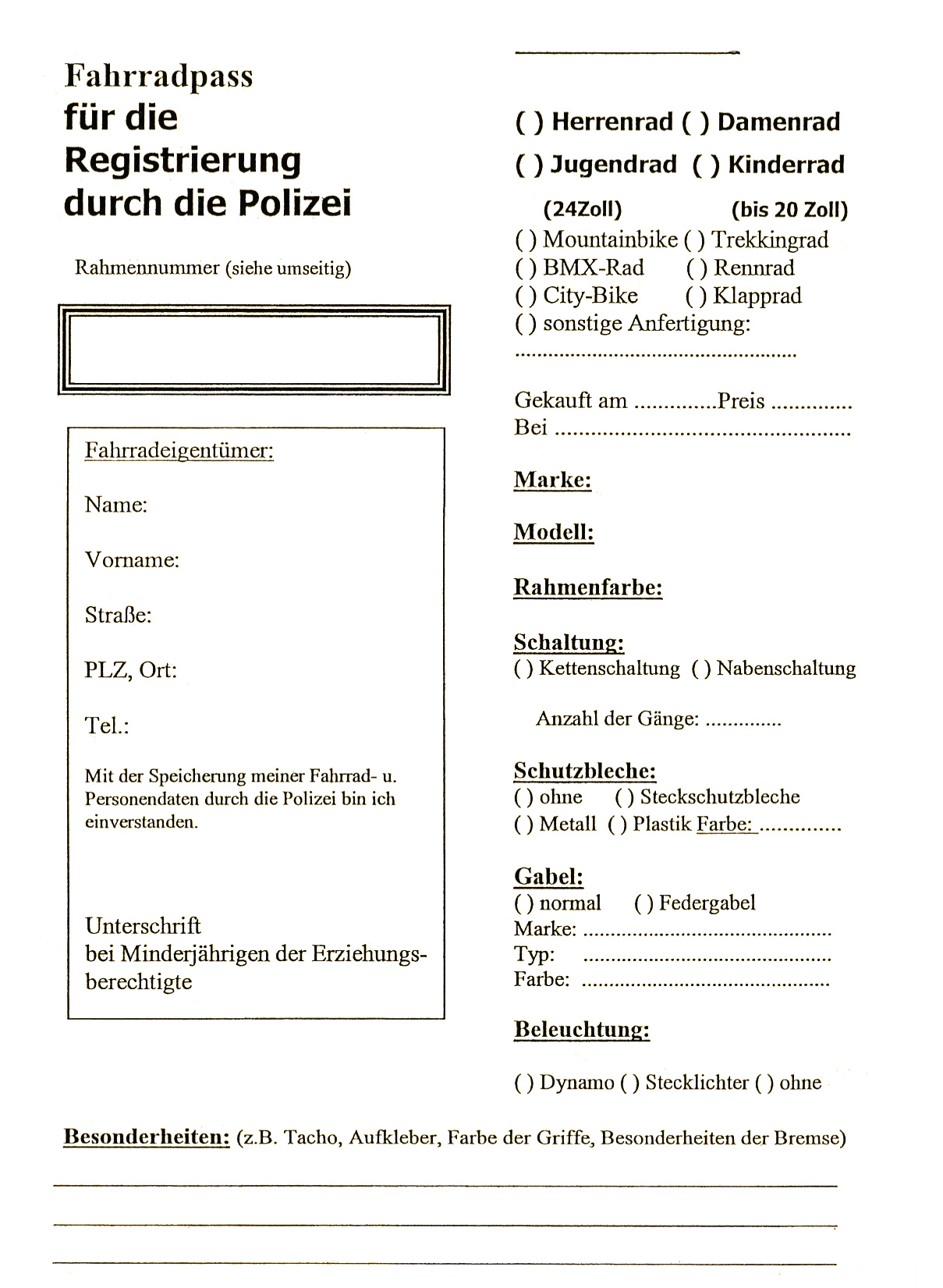
Fahrradpass

Der Fahrradpass ist ein von der Polizei entwickeltes Formular, in dem wichtige Informationen festgehalten werden können, die zur Identifizierung eines aufgefundenen oder kontrollierten Rades führen können. Vom Eigentümer oder dem Händler ausgefüllt sind sie aber ein sehr gutes Instrument, im Falle einer Diebstahlsanzeige die entsprechenden Fragen der Ermittlungsbeamten zu beantworten. Neuerdings bietet die Polizei eine kostenlose Smartphone-App zum Herunterladen an, die ermöglichen soll, auf schnellstem Weg der Polizei bzw. der Versicherung eine genaue Beschreibung des gestohlenen Rades zu liefern.

### Fahrradcodierung

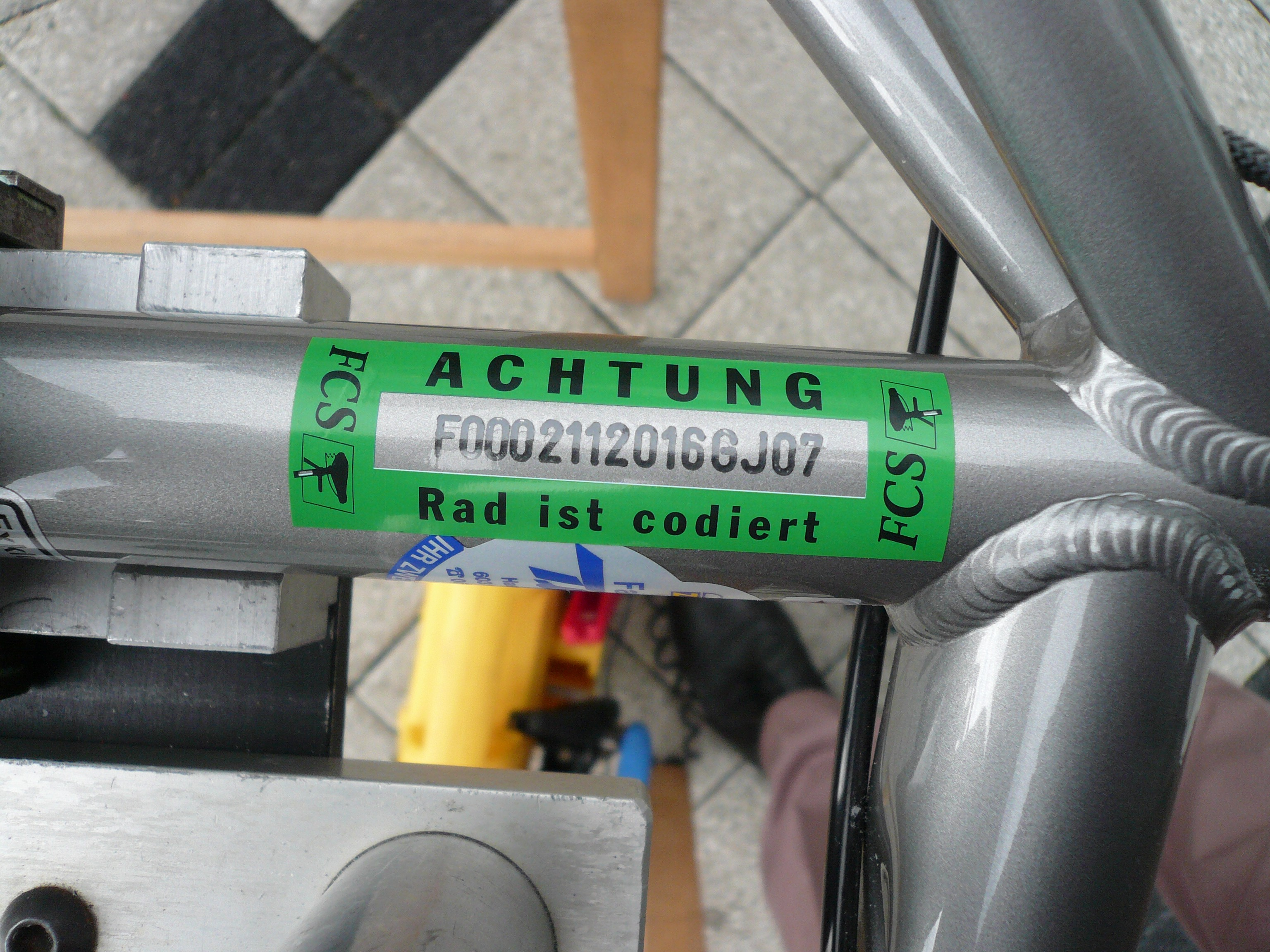
Muster einer Fahrradcodierung

Bei der Fahrradcodierung werden in verschlüsselter Form der Wohnort und die Straßenadresse (oder wie in Berlin das Geburtsdatum) und die Initialen des Eigentümers in den Rahmen eingraviert. Ein Problem bei der Namenscodierung entsteht jedoch, wenn das Fahrrad verkauft wird.
Bei einer der eher seltenen polizeilichen Kontrollen können Abweichungen zwischen der Codierung und dem Besitzer einfach erkannt werden und im Zweifelsfall ein Diebstahlsverdacht nachgeprüft werden.
Häufiger genutzt wird die Fahrradcodierung bei Fundrädern und bei sichergestellter Hehlerware. Daher ist der Verkauf codierter Räder durch Diebe oder Hehler für diese deutlich riskanter als der uncodierter Räder. Der Verkauf gestohlener codierter Räder über Internetauktionshäuser ist hoch riskant und daher eher unwahrscheinlich.
Da viele Räder lediglich für eine Spritztour „entliehen“ und dann unverschlossen irgendwo stehen gelassen werden, ist die Chance für deren Rückführung sehr viel höher als die uncodierter Räder. Nach einer allerdings nicht durch bundesweite Statistiken belegten Aussage einer mittleren Polizeidienststelle können dort bei 90 % aller aufgefundenen Räder die Eigentümer nicht mehr ausfindig gemacht werden, weil diese keine sachdienlichen oder zweifelsfreien Angaben zur Beschaffenheit ihres Eigentums liefern können oder überhaupt keine Anzeige erstatten. So werden in vielen Großstädten jedes Jahr hunderte von Rädern amtlich versteigert, weil sich der Eigentümer nicht mehr ermitteln lässt.

### Sicherheit trotz Schnellspanner
Die Verwendung von Schnellspannern macht es Dieben leicht, das Fahrrad sekundenschnell vom Vorderrad zu trennen, wenn nur dieses angeschlossen ist. Hier bietet sich neben ähnlichen Systemen, wie etwa von Kryptonite und anderen Herstellern, das Pitlock-System an, das mit 256 unterschiedlichen Paaren aus einer Spezialmutter und einem nur zu dieser passenden sechskantigen Aufsatz das Abschrauben von Komponenten deutlich erschwert. Nachteilig ist, dass man den Spezialaufsatz im Falle einer Panne stets parat haben muss. Weitere Nachteile sind der hohe Preis im Vergleich zu herkömmlichen Schrauben sowie die eingeschränkte Eignung für Systeme mit Steckachsen.
Sättel und Laufräder, die mit einem normalen Schnellspanner versehen sind, sollten mit einem Schloss an den Rahmen angeschlossen werden. Es kommt selten vor, dass ein Dieb für einen einzelnen Gegenstand ein Schloss aufbricht, außer bei sehr hochwertigen Teilen.

### Abschließbare Boxen

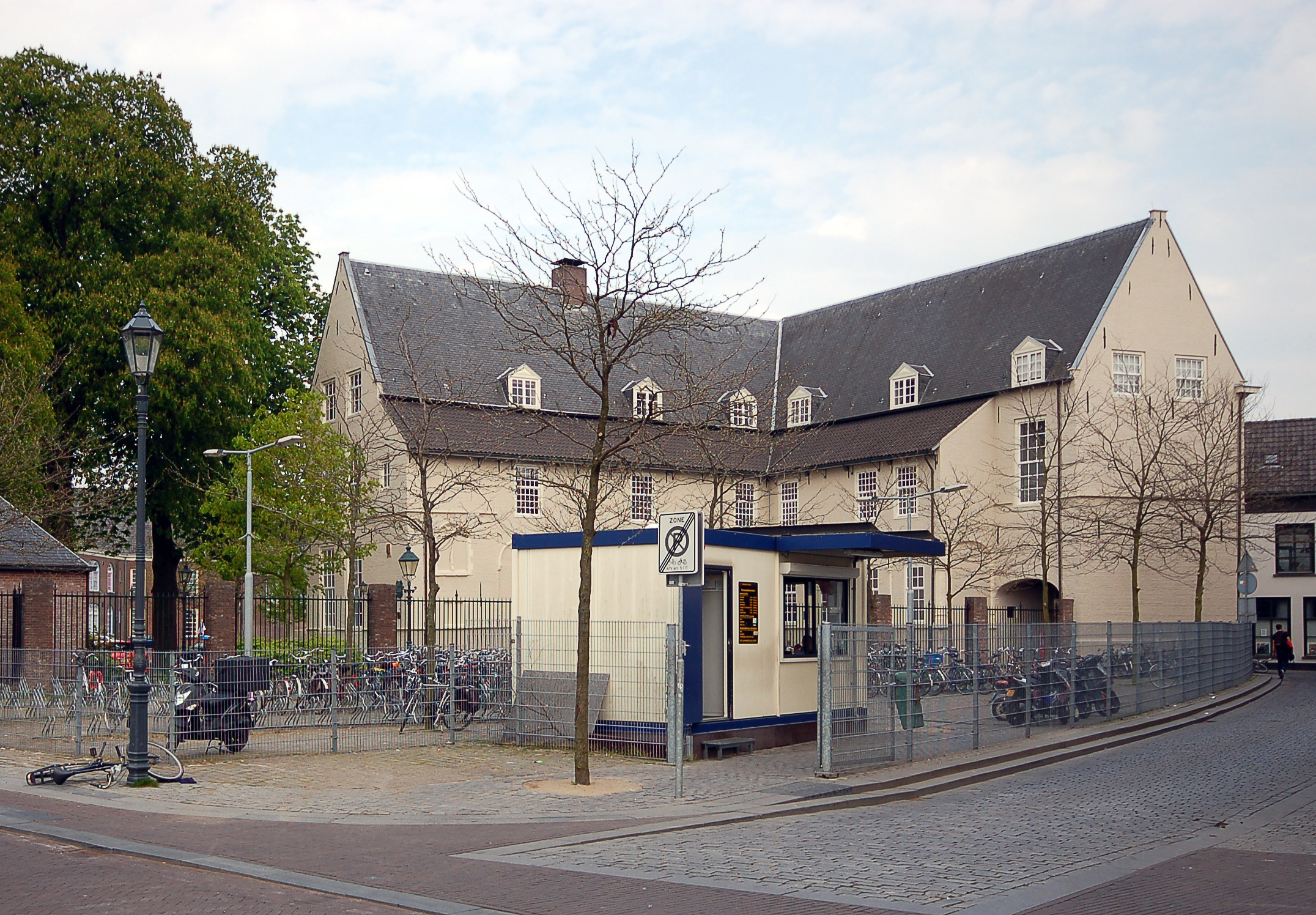
Bewachter Fahrradparkplatz in Breda

In fahrradtouristisch bedeutenden Gegenden (so wie Eichstätt im Altmühltal, Münster, Regensburg, Breda in den Niederlanden) werden zunehmend private oder kommunale Fahrradgaragen errichtet. Diese sind in der Regel bewacht und bieten Diebstahlschutz auch für Gepäck. Der bedeutendste Nachteil ist, dass sie nur begrenzte Öffnungszeiten haben und teuer sind.
An vielen Bahnhöfen gibt es abschließbare Boxen, die gemietet werden können, der Kunde erhält einen Schlüssel und ist somit unabhängig von Dienstzeiten des Bahnpersonals.
Bei einer weiteren Variante wird die Box mit dem Fahrradschloss des Besitzers verschlossen.

### Versicherung
Der Diebstahl von Fahrrädern ist häufig durch die Hausratversicherung gedeckt. Es empfiehlt sich ein Blick in die Versicherungsbedingungen.
- Die Entschädigung ist meist auf einen Prozentsatz der Versicherungssumme des Hausrats begrenzt. Maximal bis zu dieser Grenze sind alle Räder des Haushaltes versichert.
- Oftmals ist bei Hausratverträgen der Einschluss des Fahrraddiebstahlrisikos über einen zusätzlichen Baustein möglich. Dieser muss extra vereinbart werden.
- Die Versicherung gilt, je nach Versicherungsbedingungen, rund um die Uhr. In älteren Verträgen kann der Schutz auf die Zeit von 6 bis 22 Uhr begrenzt sein, es sei denn, das Fahrrad hat sich in Gebrauch befunden (ist also vor einem Kino oder einer Gaststätte für die Zeit des Besuchs dort abgestellt gewesen). Bei vielen neuen Verträgen gibt es diese Einschränkung jedoch nicht mehr.[11]
- Im Falle eines Diebstahls muss der Versicherte die Anzeige bei der Polizei gegenüber der Versicherung vorweisen und auch die Fahrradrahmennummer angeben können (aus VHB 92 Klausel 7110 Nr. 4).
- Vandalismus ist nicht versichert, also werden demolierte Räder nicht entschädigt.

Es gibt bundesweit nur noch sehr wenige reine Fahrrad-Versicherungen, da die Inanspruchnahmen häufig das entsprechende Prämienaufkommen übertrafen, d. h. die Versicherungen Verluste erlitten.

### Behördliche Maßnahmen
Präventiv kann schon bei der Stadtplanung (z. B. kommunale Fahrradabstellanlagensatzungen) durch das Schaffen oder die Vorgabe zur Schaffung von sicheren Abstellplätzen, an denen sich das Fahrrad fest anschließen lässt, ein Sicherheitsgewinn erzielt werden.
Die Polizei bekämpft den Fahrraddiebstahl vor allem bei der Fahndung nach Personen mit gestohlenen Fahrrädern. Dabei soll das als gestohlen identifizierte Fahrrad den Benutzer als Täter, wenigstens als Verdächtigen überführen. Wurde das überprüfte Fahrrad einer Straftat (häufig Anzeige gegen Unbekannt) zugeordnet, wird das Fahrrad zum Asservat und der letzte Benutzer als Tatverdächtiger eingesetzt. Generell wird über die Rahmennummer des Fahrrades mit Hilfe der Sachfahndung geprüft, ob das Fahrrad zur Fahndung ausgeschrieben worden ist. Gelegentlich ist auch eine Überführung des Täters mit Hilfe der zusätzlichen Codiernummer möglich.
Herrenlose Fahrräder werden auch von der Polizei fahndungsmäßig überprüft, da die Diebstahlsvermutung angenommen wird. Ist das Fahrrad nicht im Fahndungsbestand vorhanden, wird es als Fund behandelt.

### Fahrradmietsysteme/Fahrradverleih

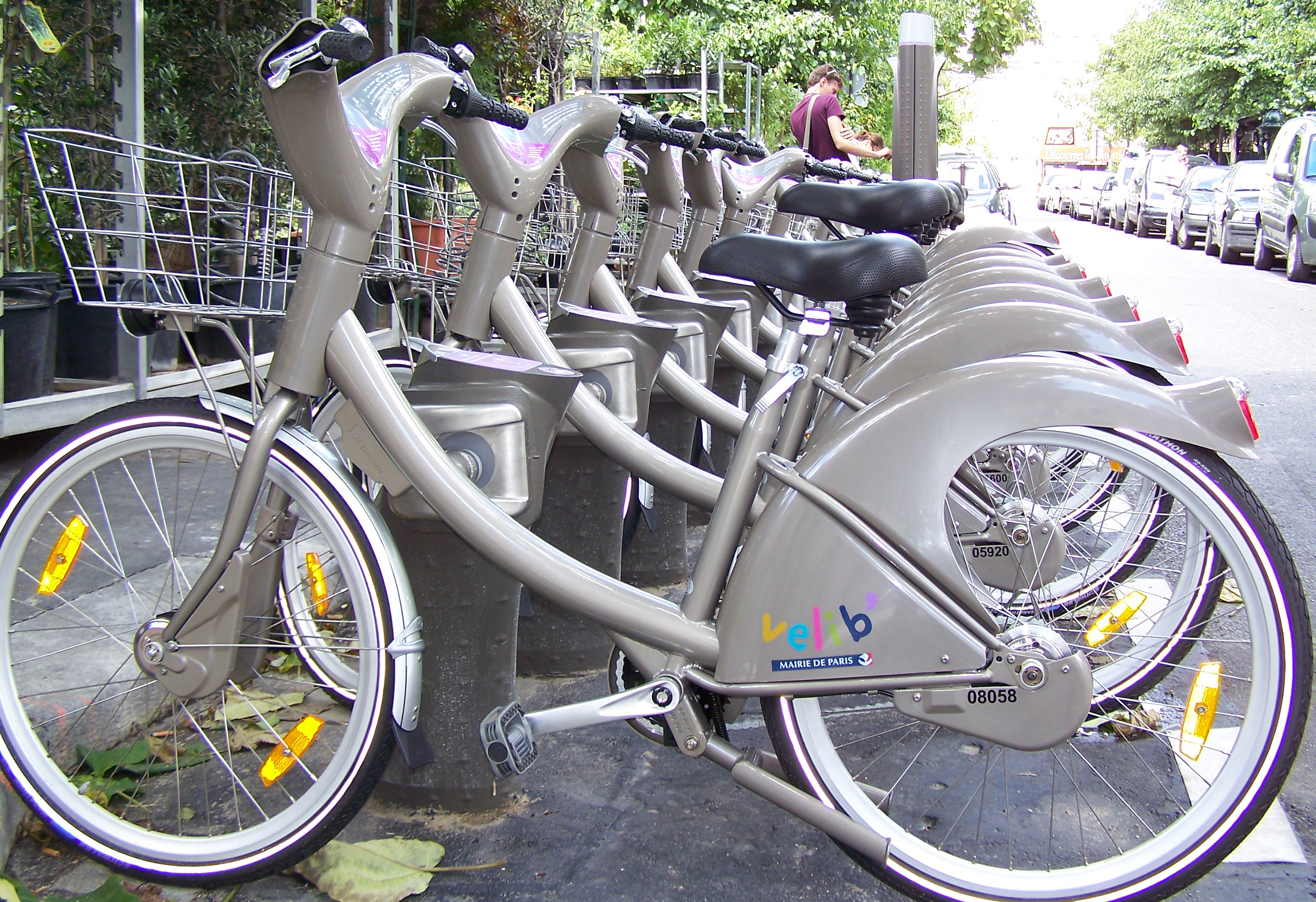
Öffentliche Fahrräder an einer Station in Paris

Städtische Mietradstationen mit öffentlichen Fahrrädern können ebenfalls helfen, den Diebstahl privater Räder zu vermeiden. Dort sind die Fahrräder meist besonders gut gesichert. Etwa zwei Drittel der Fahrraddiebstähle sind nach Angaben aus Kopenhagen sogenannte Bequemlichkeitsdiebstähle, die einzig zu dem Zweck begangen werden, das Fahrrad aktuell zu nutzen und danach als vermeintlich herrenlos abzustellen. In manchen Fällen kann es wirtschaftlicher sein, ein Fahrrad zu mieten bzw. zu leasen, da es inzwischen auch entsprechende Anbieter gibt.

## Mediale und literarische Bearbeitungen
Filmisch und literarisch wurden immer wieder Milieustudien zum Fahrraddiebstahl inszeniert. Am berühmtesten ist der Klassiker des italienischen Neorealismus Ladri di biciclette (dt. Fahrraddiebe) 1948 von Regisseur Vittorio De Sica. Einem in ärmlichen Nachkriegsverhältnissen lebenden jungen Mann wird das für die nach langem Suchen gefundene Arbeit als Filmplakatekleber notwendige Fahrrad gestohlen. Trotz aller Bemühungen, es wieder zu erlangen, um den Lebensunterhalt für seine kleine Familie zu bestreiten, gelingt es ihm nicht. Nun stiehlt er in letzter Konsequenz seinerseits ein Gefährt und wird dabei erwischt. Eine filmische Neubearbeitung des gleichen Themas namens Beijing Bicycle (China/Frankreich 2001, Originaltitel Shiqi sui de dan che, Regie Wang Xiaoshuai) in einer chinesischen Stadtumgebung, mehr als 50 Jahre später gedreht, zeigte, dass sich überall auf der Welt ähnliche Konflikte abspielen.
Literarisch ist Fahrraddiebstahl häufig in Glossen unter „Vermischtes“ Thema von Korrespondenten aus Amsterdam, Kopenhagen oder dem City-Maut-bewehrten London. Während er im Roman höchstens als retardierendes Moment einen Nebenschauplatz eröffnet, reicht es bei Kurzgeschichten gelegentlich auch zum Hauptthema. Ein besonders beeindruckendes Beispiel liefert die Erzählung Don Camillo und der Fahrraddieb von Giovanni Guareschi.
Von Horst Tomayer existiert ein Gedicht namens Tomayers kleine Fahrraddiebs-Halsgerichtsordnung, in der er aus der Sicht eines bestohlenen Fahrradbesitzers den unbekannten Dieb beschimpft und ihm fortwährend gesteigerte Körperstrafen bis hin zum Tode zugedenkt. Die Band Kraftklub thematisierte einen Fahrraddiebstahl im Lied Mein Rad auf dem Album In Schwarz.
Vom SZ-Magazin wurde die „Verweildauer“ unverschlossener Räder an verschiedenen Münchner Plätzen untersucht. Die Zeit schwankte zwischen mehreren Minuten und einigen Stunden.